# Palau del Marquès d'Alfarràs (Horta)
El palau del Marquès d'Alfarràs o Desvalls, també anomenat Can Llupià, és un edifici situat al Parc del Laberint d'Horta de Barcelona, catalogat com a bé cultural d'interès local, que inclou la Torre Sobirana, catalogada com a bé cultural d'interès nacional.

## Història
La torre probablement fou bastida al segle xi i s'hi van afegir altres estructures al segle xii. El primer propietari documentat fou Pere Marquès, notari de Barcelona, que al segle xiv la vengué a Berenguer Saera, membre d'una família de comerciants de Manresa. El 1377 fou adquirida pel jurista barceloní Jaume de Vallseca, que l'utilitzà com a segona residència. El 1550, per matrimoni amb una Vallseca, la propietat va passar a Miquel Roger. Al segle xvii, i per execució d'una hipoteca, passà a mans del Capítol de la Seu de Barcelona. Després fou venuda a Gabriel Onofre Russell, però el 1699 fou recuperada pels descendents dels Roger, ja amb el nom de Llupià, per casament d'una Roger amb el marquès de Llupià.
El 1791, Joan Antoni Desvalls i d'Ardena, marquès de Llupià i del Poal, i marquès consort d'Alfarràs, va permutar Can Papanaps per Can Vallhonesta, una masia del segle xii molt propera a la torre Sobirana, i la incorporà al conjunt edificat. Entre aquest any i 1794, va encarregar al mestre de cases Jaume Valls i l'enginyer i escultor genovès Domenico Bagutti la transformació de l'antiga torre en palau, i va fer construir els jardins del Laberint a la mateixa finca.

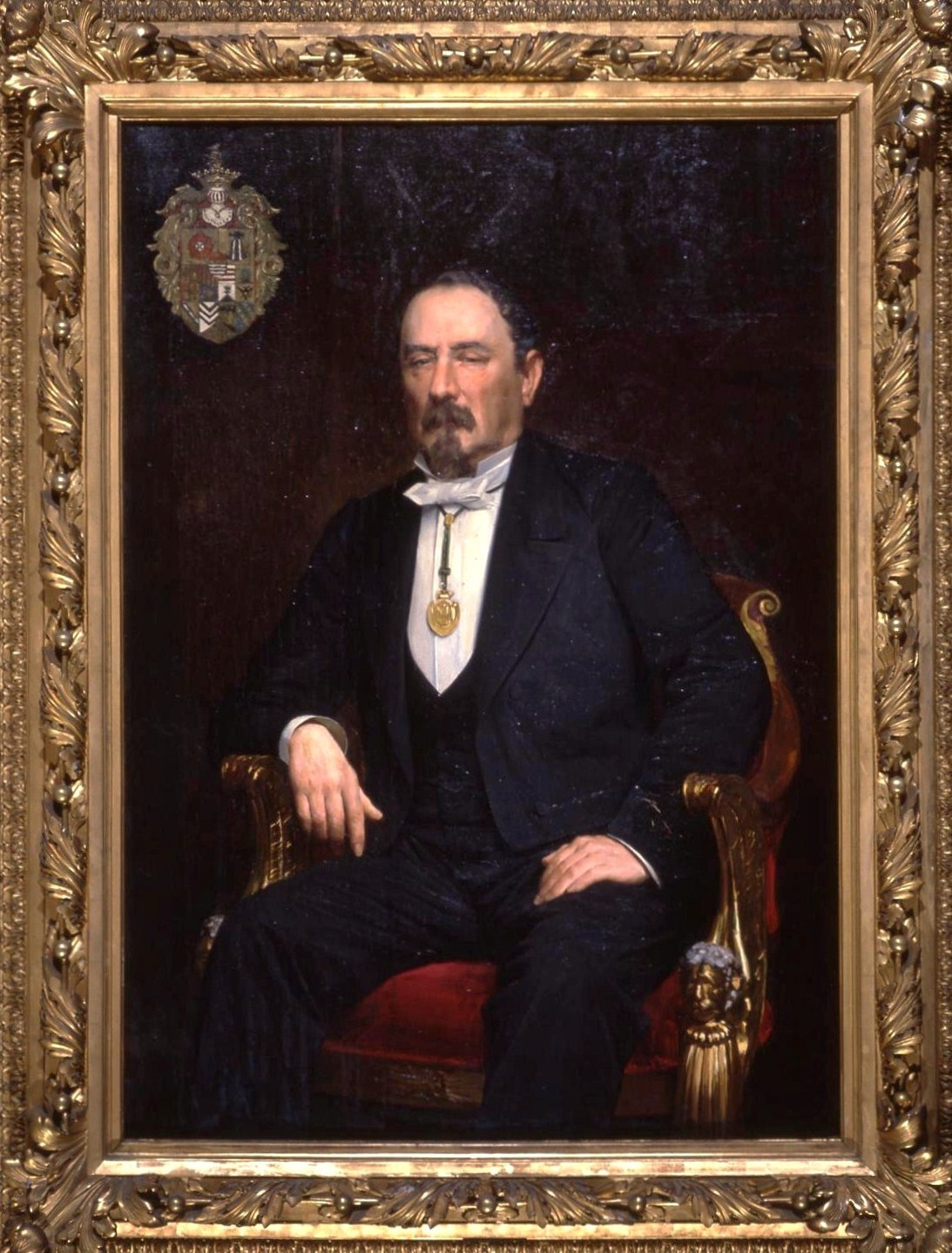
Joaquim Desvalls i de Sarriera

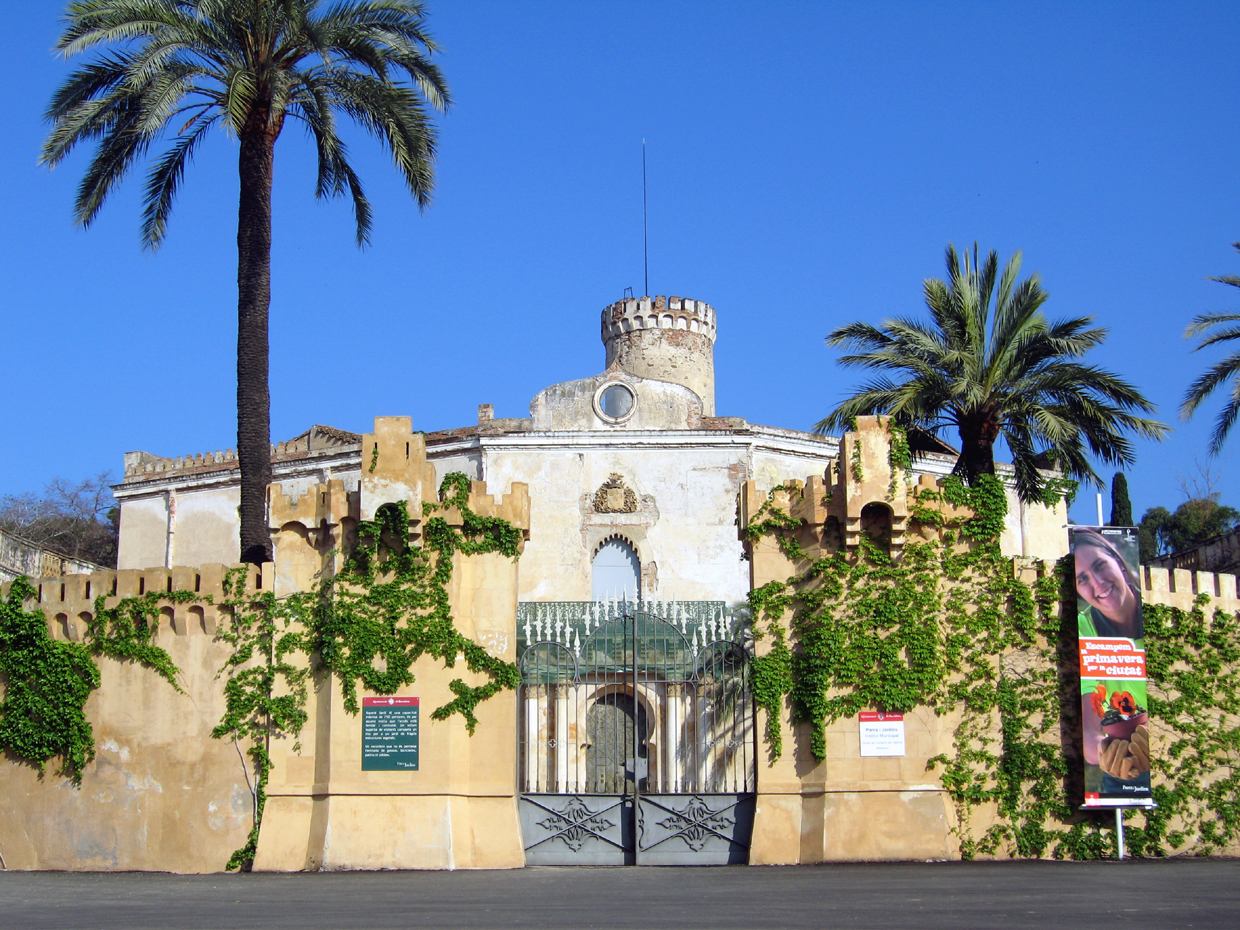
Façana posterior, amb la torre Sobirana al darrere

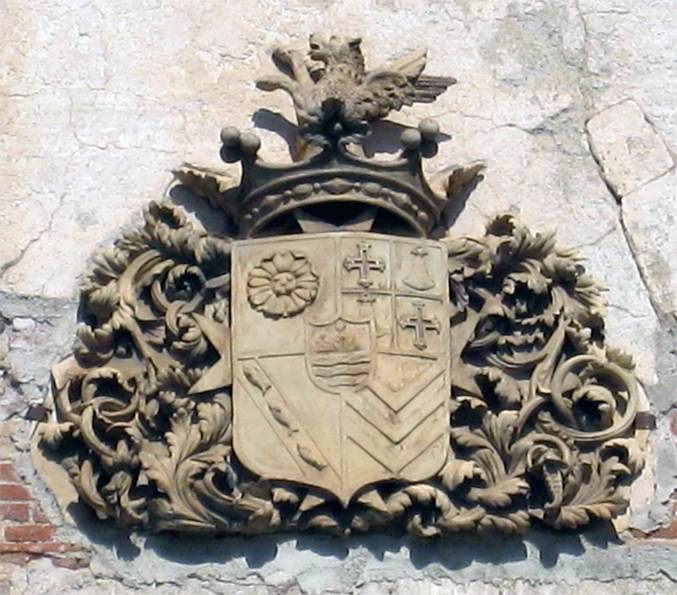
Detall de l'escut d'armes

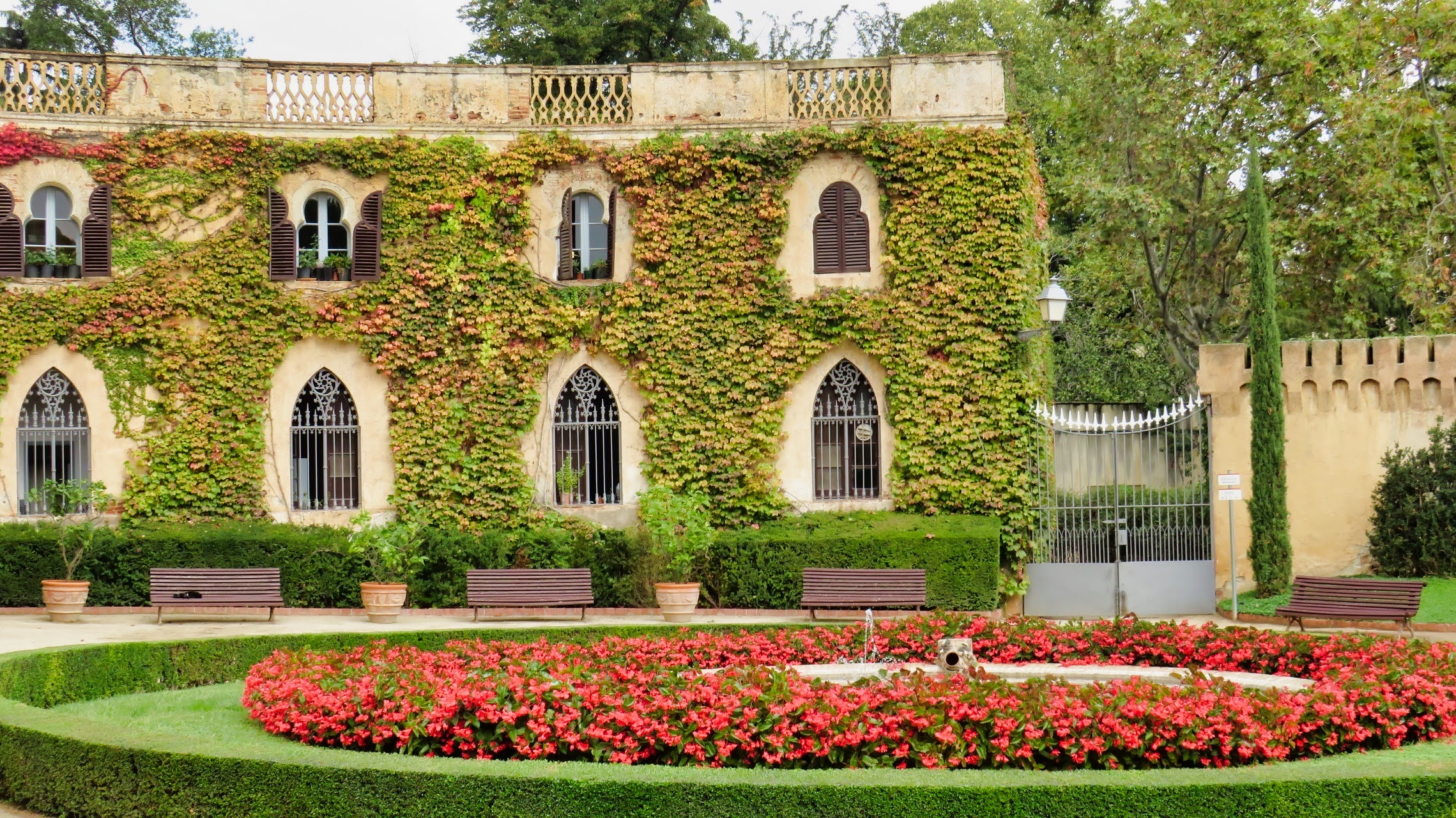
Ala dreta rehabilitada el 1987 per al Centre de Formació del Laberint

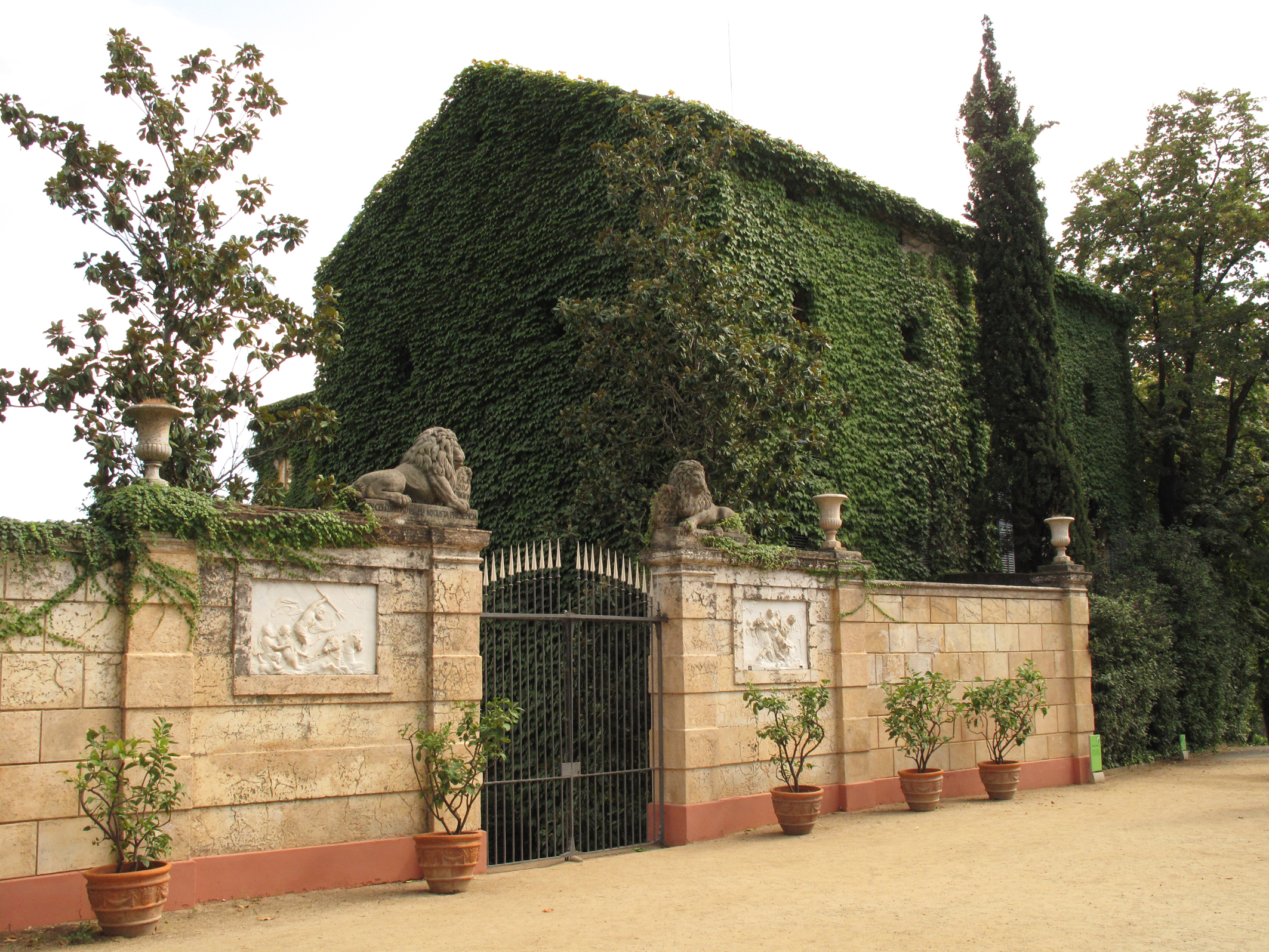
Can Vallhonesta

El 1853, Joaquim Desvalls i de Sarriera, vuitè marquès de Llupià i cinquè d'Alfarràs, net de Joan Antoni Desvalls, va encarregar l'ampliació del palau a l'arquitecte Elies Rogent, que va reformar la façana davantera amb la inclusió d'elements arabitzants, dins d'un corrent orientalista molt en boga a la segona meitat del segle xix. S'hi va edificar una nova capella, concebuda com a mausoleu de la família. A la gran portalada, el marquès hi va fer posar l'escut heràldic amb les armes dels Vallseca, Roger, Llupià i Desvalls, els successius propietaris de la finca, i en el centre la dels Ribes, marquesos d'Alfarràs.
Els marquesos de Llupìà i d'Alfarràs van continuar essent els propietaris de la finca fins al 1967, quan Lluís Desvalls i Trias la va permutar amb l'Ajuntament de Barcelona per una altra a Pedralbes. Ja de propietat municipal, va quedar abandonada, patint vandalisme fins al 1970, quan els jardins van ser restaurats, obrint-se al públic el 1971.

### Rehabilitació
El palau ha estat abandonat durant més de 50 anys. Entre el 1983 i 1987 se'n va rehabilitar l'ala dreta, que des del 1993 és la seu del Centre de Formació del Laberint, que imparteix cursos i tallers de jardineria, agricultura i biodiversitat.
Després de diversos intents d'implicar iniciatives privades, i de que el districte d'Horta-Guinardó aprovés el 2017 una partida per a una mínima actuació d'urgència, que no es va executar, el 2022 l'Ajuntament de Barcelona va aprovar la rehabilitació integral del palau. Aquesta va costar 4,7 milions d'euros, i el juny del 2025 s'obrí al públic amb visites guiades fins que se'n decideixi l'ús definitiu.

## Descripció
El palau és un gran edifici en forma de nau que es desenvolupa al voltant d'una primigènia construcció defensiva de planta circular feta de còdols i morter. De planta irregular i amb diferents cossos adossats, comprèn planta baixa, entresol, planta noble i golfes sota un conjunt de teulades de vessants. Adossats al cos central, dos cossos secundaris de desenvolupament semicircular formats en alçat per una planta i un pis abracen el pati d'accés, de forma circular i delimitat per una alta tanca d'obra.
Les façanes, confereixen al conjunt un interessant joc de perspectives a través dels inusuals volums arquitectònics que el caracteritzen. Aquestes façanes estructuren les seves obertures en eixos verticals de ritme regular: arcs de ferradura apuntada a la planta baixa, arcs trevolats a l'entresol, finestres geminades polilobulades a la planta noble i òculs tetralobulars a les golfes. Els murs de façana són fets d'obra de maó revestits amb esgrafiats, que configuren una filigrana d'elements d'inspiració àrab. Les baranes dels balcons i finestres són fetes de ferro forjat. La porta principal, consistent en un gran arc de ferradura apuntada, està emmarcada per quatre semicolumnes d'ordre corinti arabitzant l'entaulament de les quals suporta la llosana del balcó central, coronat per un arc de mocàrabs i l'escut de la família Desvalls.
La façana és coronada per una cornisa motllurada que serveix de basament d'una barbacana de merlets. Els interiors, molt degradats en l'actualitat, conserven els forjats originals, amb bigueta de fusta i revoltó.

### Torre Sobirana
La torre, de planta rodona i acabada amb merlets, sobresurt sis o set metres per sobre del terrat de la mansió. La base es pot veure a l'interior de la planta baixa, en un semisoterrani que s'utilitzava com a celler. Es va construir sobre la roca viva i l'alçada i la porta primitiva no s'han pogut determinar.
L'estança rectangular fa 9 m de llarg i 3 d'ample i està cobert amb volta de canó. A la paret de migjorn hi ha dues portes, d'arc de mig punt adovellat, que són les úniques obertures. No té cap superfície de contacte amb la torre, però el recinte anular carrega sobre les parets nord i sud d'aquesta. Està coberta amb volta i una trompa salva l'angle interior de càrrega de la volta amb la cara externa de la paret nord de la nau.